# Jefferson Lecture
Die Jefferson Lecture in the Humanities (wörtlich übersetzt Jefferson-Vorlesung in Geisteswissenschaften) ist eine jährlich als Ehrenvortrag vergebene Ehrung, die 1972 von der staatlichen Stiftung National Endowment for the Humanities (NEH) ins Leben gerufen wurde. Namensgeber ist Thomas Jefferson, einer der Gründerväter der Vereinigten Staaten. Laut Website der NEH ist der Vortrag "die höchste Ehre, die die Regierung der Vereinigten Staaten für herausragende intellektuelle Leistungen in den Geisteswissenschaften verleiht".

## Geschichte
Die erste Person, die durch die Jefferson Lecture geehrt wurde, war 1972 der Literaturkritiker und Schriftsteller Lionel Trilling, gefolgt von dem Psychoanalytiker Erik Erikson, dem Schriftsteller und Literaturkritiker Robert Penn Warren und dem Verfassungsjuristen Paul A. Freund. Einen Bruch bei der Wahl des Jefferson Lecturers gab es im Jahr 2000. Die Wahl fiel ursprünglich auf Präsident Bill Clinton, was heftige Kontroversen auslöste und Clinton veranlasste, die Ehrung nicht anzunehmen. Letztlich wurde der Historiker James M. McPherson geehrt. Auch 2001 kam es zu Kritik aus konservativen Kreisen, als der Schriftsteller Arthur Miller Preisträger wurde. Eine Neuheit war die Ehrung des Regisseurs Martin Scorsese im Jahr 2013, der zum Thema Persistence of Vision: Reading the Language of Cinema vortrug. 2020 fand die Ehrung aufgrund der COVID-19-Pandemie nicht statt.

## Liste der Geehrten
Die folgende Liste benennt die mit der Jefferson Lecture Geehrten und deren Titel der Vorlesung.
| Jahr | Vortragender            | Vorlesungstitel                                                                                   |
| ---- | ----------------------- | ------------------------------------------------------------------------------------------------- |
| 1972 | Lionel Trilling         | "Mind in the Modern World".                                                                       |
| 1973 | Erik Erikson            | "Dimensions of a New Identity"                                                                    |
| 1974 | Robert Penn Warren      | "Poetry and Democracy"                                                                            |
| 1975 | Paul A. Freund          | "Liberty: The Great Disorder of Speech"                                                           |
| 1976 | John Hope Franklin      | "Racial Equality in America"                                                                      |
| 1977 | Saul Bellow             | "The Writer and His Country Look Each Other Over"                                                 |
| 1978 | C. Vann Woodward        | "The European Vision of America"                                                                  |
| 1979 | Edward Shils            | "Render Unto Caesar: Government, Society, and Universities in their Reciprocal Rights and Duties" |
| 1980 | Barbara Tuchman         | "Mankind's Better Moments"                                                                        |
| 1981 | Gerald Holton           | "Where is Science Taking Us?"                                                                     |
| 1982 | Emily Vermeule          | "Greeks and Barbarians: The Classical Experience in the Larger World"                             |
| 1983 | Jaroslav Pelikan        | "The Vindication of Tradition"                                                                    |
| 1984 | Sidney Hook             | "Education in Defense of a Free Society"                                                          |
| 1985 | Cleanth Brooks          | "Literature and Technology"                                                                       |
| 1986 | Leszek Kołakowski       | "The Idolatry of Politics"                                                                        |
| 1987 | Forrest McDonald        | "The Intellectual World of the Founding Fathers"                                                  |
| 1988 | Robert Alexander Nisbet | "The Present Age"                                                                                 |
| 1989 | Walker Percy            | "The Fateful Rift: The San Andreas Fault in the Modern Mind"                                      |
| 1990 | Bernard Lewis           | "Western Civilization: A View from the East"                                                      |
| 1991 | Gertrude Himmelfarb     | "Of Heroes, Villains and Valets"                                                                  |
| 1992 | Bernard Knox            | "The Oldest Dead White European Males"                                                            |
| 1993 | Robert Conquest         | "History, Humanity and Truth"                                                                     |
| 1994 | Gwendolyn Brooks        | "Family Pictures"                                                                                 |
| 1995 | Vincent Scully          | "The Architecture of Community"                                                                   |
| 1996 | Toni Morrison           | "The Future of Time"                                                                              |
| 1997 | Stephen Toulmin         | "A Dissenter's Story"                                                                             |
| 1998 | Bernard Bailyn          | "To Begin the World Anew: Politics and the Creative Imagination"                                  |
| 1999 | Caroline Walker Bynum   | "Shape and Story: Some Thoughts About Werewolves"                                                 |
| 2000 | James M. McPherson      | "'For a Vast Future Also': Lincoln and the Millennium"                                            |
| 2001 | Arthur Miller           | "On Politics and the Art of Acting"                                                               |
| 2002 | Henry Louis Gates, Jr.  | "Mr. Jefferson and the Trials of Phillis Wheatley"                                                |
| 2003 | David McCullough        | "The Course of Human Events"                                                                      |
| 2004 | Helen Vendler           | "The Ocean, the Bird, and the Scholar"                                                            |
| 2005 | Donald Kagan            | "In Defense of History"                                                                           |
| 2006 | Tom Wolfe               | "The Human Beast"                                                                                 |
| 2007 | Harvey Mansfield        | "How to Understand Politics: What the Humanities Can Say to Science"                              |
| 2008 | John Updike             | "The Clarity of Things: What Is American about American Art"                                      |
| 2009 | Leon Kass               | "'Looking for an Honest Man': Reflections of an Unlicensed Humanist"                              |
| 2010 | Jonathan Spence         | "When Minds Met: China and the West in the Seventeenth Century"                                   |
| 2011 | Drew Gilpin Faust       | "Telling War Stories: Reflections of a Civil War Historian"                                       |
| 2012 | Wendell Berry           | "It All Turns on Affection"                                                                       |
| 2013 | Martin Scorsese         | "Persistence of Vision: Reading the Language of Cinema"                                           |
| 2014 | Walter Isaacson         | "The Intersection of the Humanities and the Sciences"                                             |
| 2015 | Anna Deavere Smith      | "On the Road: A Search for American Character"                                                    |
| 2016 | Ken Burns               | Race in America (subject; no title announced)                                                     |
| 2017 | Martha Nussbaum         | "Powerlessness and the Politics of Blame"                                                         |
| 2018 | Rita Charon             | "To See the Suffering: The Humanities Have What Medicine Needs"                                   |
| 2019 | Columba Stewart         | "Cultural Heritage Present and Future: A Benedictine Monk's Long View"                            |